# Sankt Helena, Ascension og Tristan da Cunha
Sankt Helena, Ascension og Tristan da Cunha er britiske oversøiske territorier beliggende i det sydlige Atlanterhav. Hver af disse områder har sin egen unikke geografi og historie.

## Sankt Helena
- Beliggenhed: Sankt Helena ligger omkring 1.930 kilometer vest for Afrikas kyst i det sydlige Atlanterhav.
- Hovedstad: Jamestown
- Befolkning: Ca. 4.000 mennesker (anslået i 2022)
- Økonomi: Historisk set har øen været mest kendt for at fungere som en britisk straffekoloni, hvor Napoleon Bonaparte blev forvist. I dag er økonomien afhængig af turisme og britisk bistand.

## Ascension
- Beliggenhed: Ascension ligger nordvest for Sankt Helena i det centrale Atlanterhav.
- Hovedstad: Georgetown
- Befolkning: Ca. 800 mennesker (anslået i 2022)
- Økonomi: Økonomien er primært baseret på militær tilstedeværelse, da der er en stor britisk militærbase på øen. Turisme er også en faktor, og det er et vigtigt område for bevarelse af havskildpadder.

## Tristan da Cunha
- Beliggenhed: Tristan da Cunha er den fjerneste af de tre øer og ligger omkring 2.400 kilometer syd for Sankt Helena.
- Hovedby: Edinburgh of the Seven Seas
- Befolkning: Ca. 250 mennesker (anslået i 2022)
- Økonomi: Økonomien er primært baseret på fiskeri og landbrug. Øen er kendt for sin isolerede beliggenhed og har begrænset kontakt med omverdenen.

Disse områder er unikke på grund af deres fjerne beliggenhed, og de har en betydelig økologisk betydning, da de huser en række sjældne og unikke arter, både på land og i vandet. På grund af deres isolerede placering er de også ofte udsatte over for visse udfordringer, f.eks. begrænset adgang til ressourcer og transport.